# Open Banking
Open Banking bietet Drittanbietern die Möglichkeit, dank offener Anwendungsprogrammierschnittstellen (APIs) Bankkunden Anwendungen und Dienste direkt anzubieten und zur Verfügung zu stellen. Dies kann zudem verknüpft sein mit der Nutzung sowohl von Open Data, als auch Open-Source-Technologien. Durch die große Anzahl an unterschiedlichen Akteuren und Ausgangslagen werden dabei unterschiedliche Standards entwickelt.

## Anforderungen
Die Öffnung der APIs für Drittanbieter bringt neben neuen Anwendungsmöglichkeiten auch zusätzliche Sicherheitsrisiken mit sich. Hacker könnten Apps von Drittanbietern ins Visier nehmen, Mitarbeitern könnten übermäßige Zugriffsrechte eingeräumt werden und böswillige Akteure erhalten neue Möglichkeiten, Bankkunden sowie Drittunternehmen mithilfe von Phishing-Betrug auszutricksen. Es wird daher im Open Banking Datenaustausch auf technisch höchstem Niveau gefordert.

## Rechtliche Grundlagen
Mit der Zahlungsdiensterichtlinie von 2015 wird Open Banking zur verbindlichen Verpflichtung für Finanzinstitute in der EU. Dort liegt die Haftung zu 100 Prozent bei den Banken. Zur technologischen Entwicklung und den Kundenbedürfnissen kommt als zusätzlicher Treiber also auch noch der Regulator hinzu. Großbritannien arbeitete bereits seit 2018 mit PSD2-Richtlinien. 2020 gelang dabei mit 700'000 Zahlungen der Durchbruch. In der Schweiz entstanden in den letzten Jahren diverse Open Finance-Allianzen: Banken mit Versicherungen, Banken mit Immobilienportalen, Versicherungen mit Autoportalen oder auch Softwareanbieter mit ihren Bank- beziehungsweise Versicherungskunden. Im Durchschnitt ist die Digitalisierung im Vergleich beispielsweise mit Großbritannien weniger weit fortgeschritten.

## Open Wealth
Open Wealth ist ein Teilgebiet von Open Finance, welches auf die Beziehung zwischen Vermögensverwaltern und Banken fokussiert, Kundendaten, Wertschriftenpositionen, Transaktionen, Kundenprofile und Kontoeröffnungen werden dabei miteinbezogen.